# Live at B.B. King Blues Club
Live at B.B. King Blues Club è un album live della British blues rock band The Yardbirds pubblicato nel 2007.

## Tracce
1. Train Kept A Rollin' (Tiny Bradshaw, Lois Mann)
2. Please Don't Tell Me 'Bout the News (Jim McCarty)
3. Drinking Muddy Water (Chris Dreja, Jimmy Page, Keith Relf)
4. Crying Out for Love (McCarty)
5. Heart Full of Soul (Graham Gouldman)
6. My Blind Life (Dreja)
7. The Nazz Are Blue (Jeff Beck, Dreja, Relf, Paul Samwell-Smith)
8. Mister, You're a Better Man Than I (Brian Hugg, Mike Hugg)
9. Mr. Saboteur (McCarty)
10. Shapes of Things (McCarty, Relf, Smith)
11. Mystery of Being (McCarty)
12. Rack My Mind (Beck, Dreja, Relf, Smith)
13. Over Under Sideways Down (Beck, Dreja, Relf, Smith)
14. Back Where I Started (Dreja, John Fiddler, Smith)
15. For Your Love (Gouldman)
16. Still I'm Sad (Smith)
17. Dazed and Confused (Jake Holmes, Relf)
18. I'm a Man (Ellas McDaniel)
19. Happenings Ten Years Time Ago (Beck, Page, Relf)

## Formazione
- John Idan - voce, basso
- Ben King - chitarra solista
- Chris Dreja - chitarra ritmica
- Jim McCarty - batteria, voce
- Billy Boy Miskimmin - armonica a bocca, percussioni, voce[1]